# رجل جريمالدي
رجل جريمالدي بالانجليزية (Grimaldi man) هو مصطلح يُستخدم لوصف نوع من البشر الذين عاشوا في أوروبا خلال العصر الحجري القديم. وقد اكتشف هذا النوع من البشر في كهف جريمالدي في إيطاليا، ومن هنا جاءت التسمية.

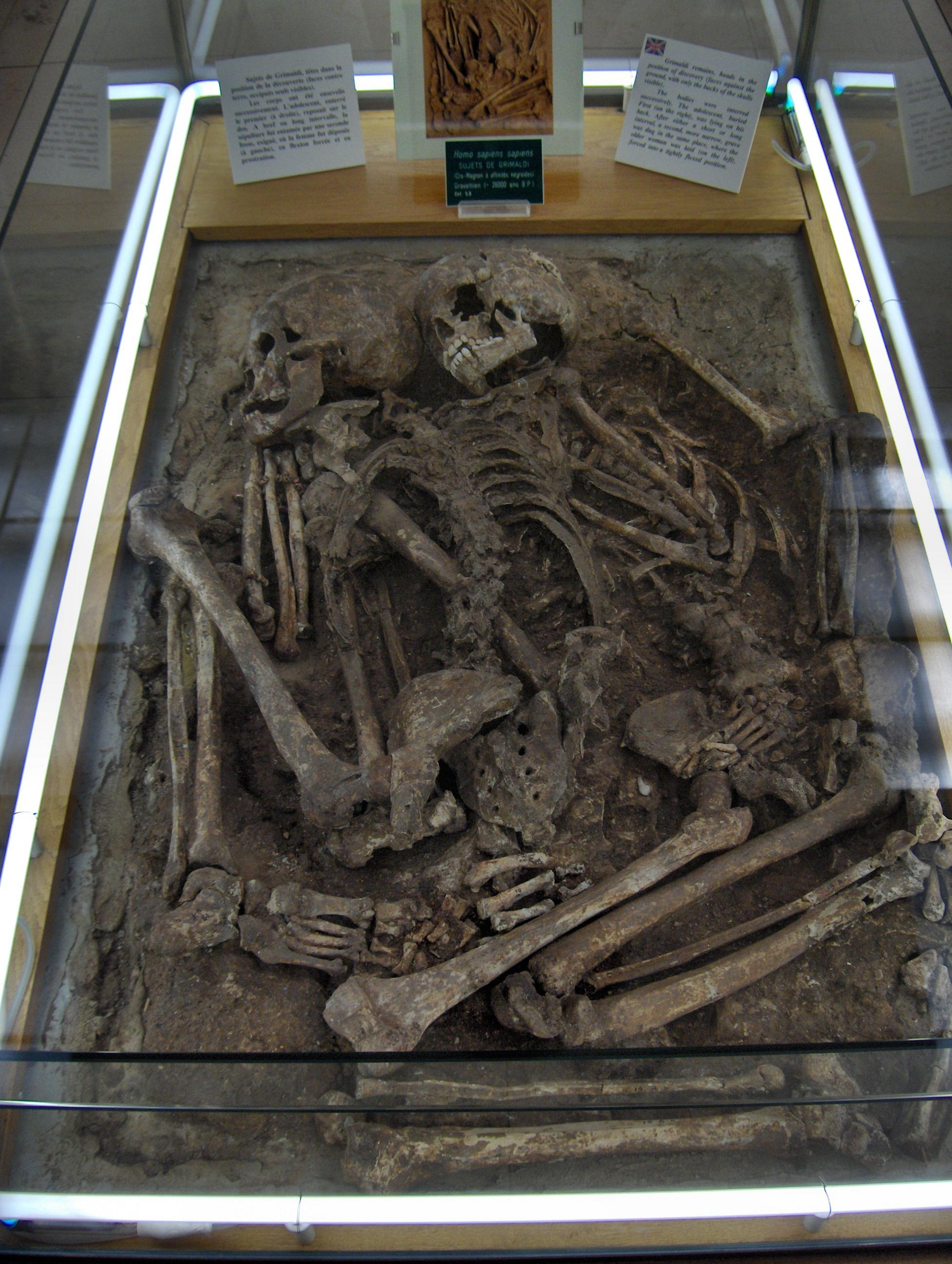
الإنسان العاقل، الإنسان الحديث، اكتشافات جريمالدي؛ متحف الأنثروبولوجيا ما قبل التاريخ؛ موناكو

## التاريخ
اكتشف رجل جريمالدي في عام 1901 في كهف جريمالدي في إيطاليا. وقد تم اكتشاف العديد من الآثار والتحف التي تعود إلى هذه الفترة، بما في ذلك الأدوات الحجرية والفنية والهياكل العظمية. وقد تم تحديد عمر هذه الآثار إلى ما بين 30,000 إلى 10,000 سنة قبل الميلاد.

## الخصائص البدنية
يُعتقد أن رجل جريمالدي كان من البشر الحديثين من الناحية التشريحية، ولكنهم كانوا يمتلكون بعض الخصائص الفريدة. بعض من هذه الخصائص تشمل:
- الوجه الطويل: كان رجل جريمالدي يمتلك وجهًا طويلًا ورفيعًا.إعادة إنتاج جمجمة وفك رجل جريمالدي. العصر الحجري القديم العلوي.

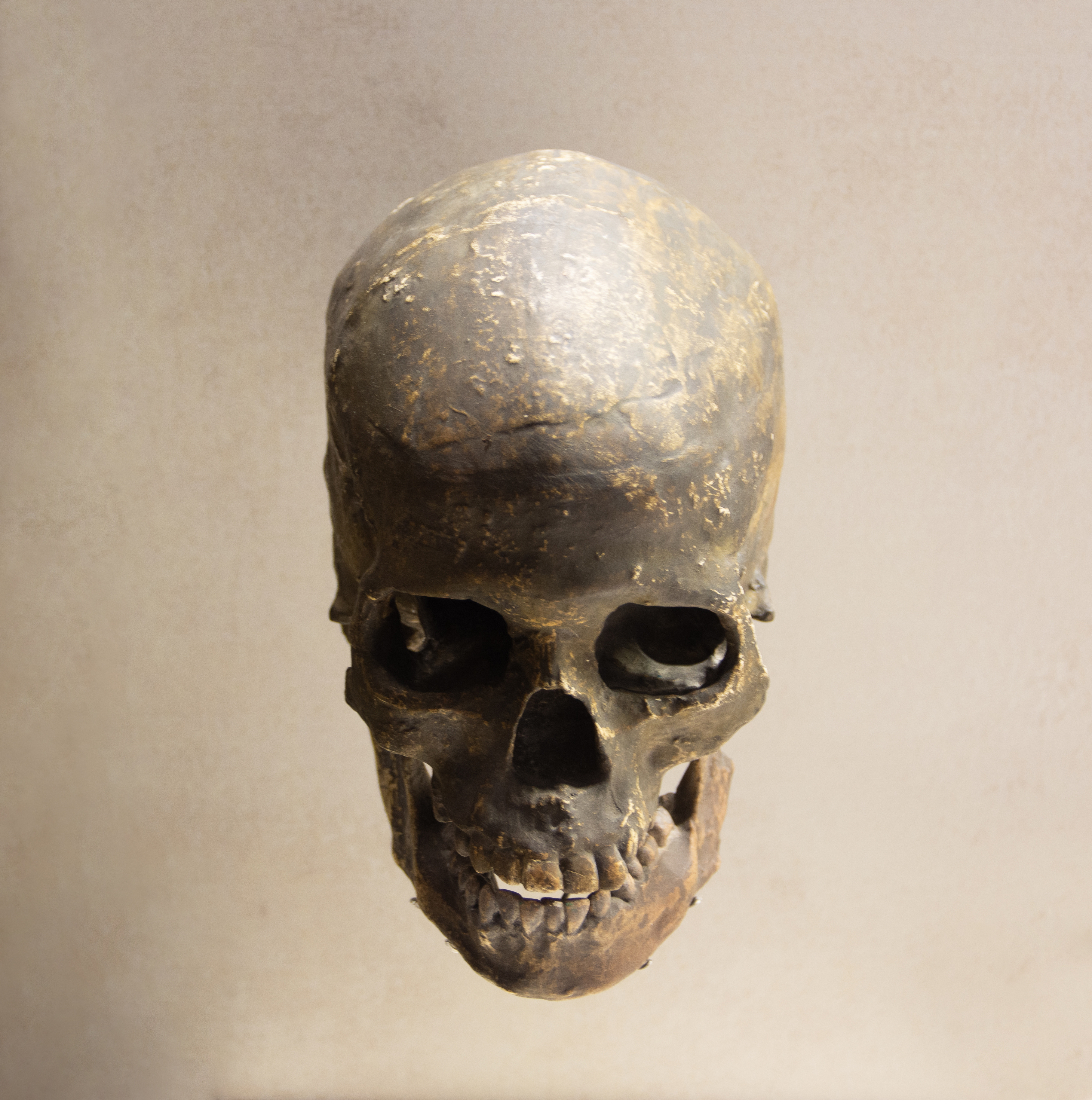
إعادة إنتاج جمجمة وفك رجل جريمالدي. العصر الحجري القديم العلوي.

- الأنف الكبير: كان رجل جريمالدي يمتلك أنفًا كبيرًا وبارزًا.
- الفك السفلي الكبير: كان رجل جريمالدي يمتلك فكًا سفليًا كبيرًا وبارزًا.
- الجسم القوي: كان رجل جريمالدي يمتلك جسمًا قويًا ومتينًا.

## الخصائص الثقافية
يُعتقد أن رجل جريمالدي كان يمتلك مهارات فنية وثقافية متقدمة. بعض من هذه الخصائص تشمل:
- الفن: تم اكتشاف العديد من اللوحات والمنحوتات التي تعود إلى هذه الفترة.
- الأدوات الحجرية: تم اكتشاف العديد من الأدوات الحجرية التي تعود إلى هذه الفترة.
- اللغة: يُعتقد أن رجل جريمالدي كان يمتلك لغة متقدمة.

## الأبحاث والدراسات

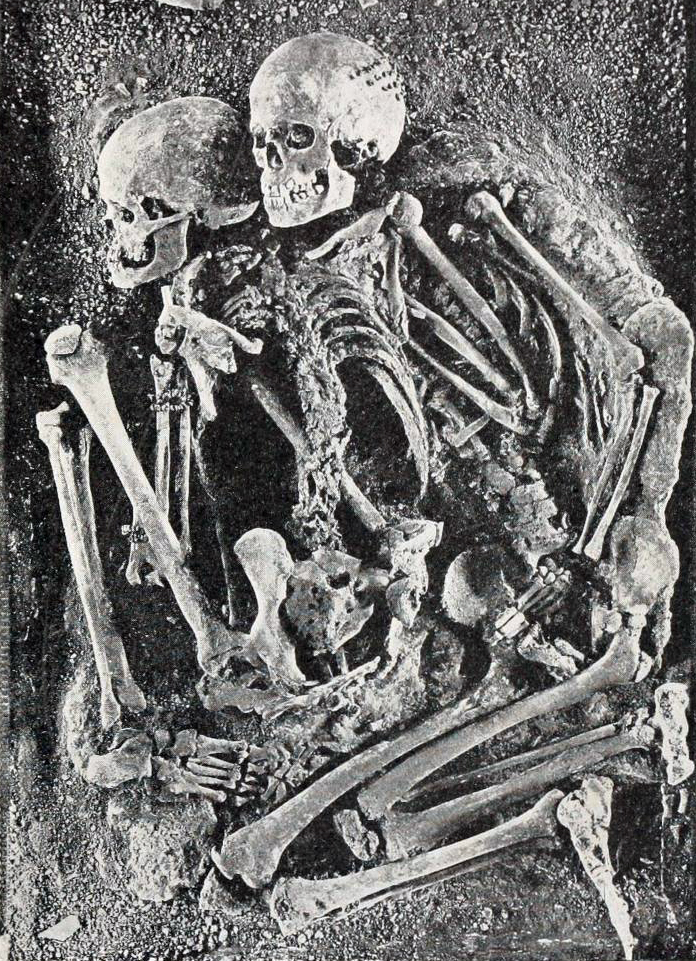
هياكل عظمية لرجل جريمالدي.

تمت العديد من الأبحاث والدراسات حول رجل جريمالدي. بعض من هذه الأبحاث تشمل:
- دراسة جامعة كامبريدج: قامت جامعة كامبريدج بدراسة شاملة حول رجل جريمالدي.
- دراسة المعهد الوطني للآثار: قام المعهد الوطني للآثار بدراسة شاملة حول رجل جريمالدي.
- دراسة الموسوعة البريطانية: قامت الموسوعة البريطانية بدراسة شاملة حول رجل جريمالدي.

## الاكتشافات الحديثة
في السنوات الأخيرة، تم اكتشاف العديد من الاكتشافات الحديثة حول رجل جريمالدي. بعض من هذه الاكتشافات تشمل:
- اكتشاف أدوات حجرية جديدة تعود إلى فترة رجل جريمالدي.
- اكتشاف هياكل عظمية جديدة تعود إلى فترة رجل جريمالدي.
- اكتشاف لوحات ورسومات جديدة تعود إلى فترة رجل جريمالدي.

## التقنيات الحديثة

تأريخ بالكربون المشع

تم استخدام العديد من التقنيات الحديثة لدراسة رجل جريمالدي. بعض من هذه التقنيات تشمل:
- تقنية التأريخ بالكربون-14: تم استخدام هذه التقنية لتحديد عمر الآثار التي تعود إلى فترة رجل جريمالدي.
- تقنية التحليل الجيني: تم استخدام هذه التقنية لدراسة الجينات التي تعود إلى فترة رجل جريمالدي.
- تقنية التصوير المقطعي: تم استخدام هذه التقنية لدراسة هياكل العظام التي تعود إلى فترة رجل جريمالدي.

## النظريات الحديثة
تم العديد من النظريات الحديثة حول رجل جريمالدي. بعض من هذه النظريات تشمل:
- نظرية أن رجل جريمالدي كان من البشر الحديثين من الناحية التشريحية.
- نظرية أن رجل جريمالدي كان يمتلك مهارات فنية وثقافية متقدمة.
- نظرية أن رجل جريمالدي كان يمتلك لغة متقدمة.

## الاستنتاج
رجل جريمالدي هو موضوع مثير للاهتمام، ويمكن أن توفر الأبحاث والدراسات معلومات قيمة حول هذا الموضوع. يُعتقد أن رجل جريمالدي كان من البشر الحديثين من الناحية التشريحية، ولكنهم كانوا يمتلكون بعض الخصائص الفريدة. كما يُعتقد أن رجل جريمالدي كان يمتلك مهارات فنية وثقافية متقدمة.
- أرينا كانديد
- كهف لاسكو
- إنسان الكهف
- الكرومانيون
- تطور الإنسان
- نياندرتال